# Nailchén
Nailchén es una localidad del estado mexicano de Chiapas. Es parte del municipio de San Juan Cancuc.

## Demografía
| Gráfica de evolución demográfica |
|                                  |

| Censo | Población |
| ----- | --------- |
| 1990  | 558       |
| 2000  | 866       |
| 2010  | 953       |
| 2020  | 1 245     |